# 第9次長期滞在
第9次長期滞在（だい9じちょうきたいざい、Expedition 9）は、国際宇宙ステーション（ISS）での9度目の長期滞在である。

## 乗組員
| 機長                                         | フライトエンジニア1                          |
| -------------------------------------------- | -------------------------------------------- |
| ゲンナジー・パダルカ, ロシア連邦宇宙局 1度目 | マイケル・フィンク, アメリカ航空宇宙局 2度目 |

## ミッションパラメータ
- 近点：384km
- 遠点：396km
- 軌道傾斜角：51.6°
- 公転周期：92分

- ドッキング：2004年4月21日5時1分（UTC）
- ドッキング解除：2004年	10月23日21時5分（UTC）
- ドッキング時間：185日16時間4分

## ミッションの目的
パダルカとフィンクは、欧州宇宙機関のアンドレ・カイパースとともに、2004年4月21日にソユーズTMA-4でISSを訪れた。数週間後、第8次長期滞在の乗組員がISSを離れた4月29日から、2人は公式にISSの指揮を執ることになった。
第8次長期滞在の乗組員とカイパースは、ソユーズTMA-3で地球に帰還した。カイパースの11日間のISSへの滞在は、ロシア連邦宇宙局と欧州宇宙機関の商業的な契約によるものだった。

## 宇宙遊泳
第9次長期滞在では、ISSの組み立てと維持のため、ピアースから4度の宇宙遊泳が行われた。
これ以前には52回の宇宙遊泳が行われており、そのうち27回はISSからのものであった。

### 宇宙遊泳1
- 宇宙飛行士：パダルカ、フィンク
- 時間：14分22秒
- 開始：2004年1月24日21時56分（GMT）
- 終了：2004年1月24日22時10分（GMT）

フィンクの宇宙服の酸素タンクの故障により、途中で打ち切られた。

### 宇宙遊泳2
- 宇宙飛行士：パダルカ、フィンク
- 時間：5時間40分
- 開始：2004年6月29日21時19分（GMT）
- 終了：2004年6月30日2時59分（GMT）

### 宇宙遊泳3
- 宇宙飛行士：パダルカ、フィンク
- 時間：4時間30分
- 開始：2004年8月3日6時58分（GMT）
- 終了：2004年8月3日11時28分（GMT）

### 宇宙遊泳4
- 宇宙飛行士：パダルカ、フィンク
- 時間：5時間20分
- 開始：2004年9月3日16時43分（GMT）
- 終了：2004年9月3日22時4分（GMT）

## 徽章
第9次長期滞在の徽章は、宇宙で命を落とした宇宙飛行士に捧げられている。鷲の翼には16個の星と1個のダビデの星が描かれ、それぞれ、アポロ1号のガス・グリソム、エドワード・ホワイト、ロジャー・チャフィー、STS-51-Lのフランシス・ディック・スコビー、クリスタ・マコーリフ、ロナルド・マクネイア、マイケル・J・スミス、エリソン・オニヅカ、ジュディス・レズニック、グレゴリー・ジャービス、STS-107のリック・ハズバンド、ウィリアム・マッコール、マイケル・フィリップ・アンダーソン、イラン・ラモーン、カルパナ・チャウラ、デイビッド・ブラウン、ローレル・クラークを表している。ワシの首の回りには4つの小さな赤い星と1つの大きな赤い星が描かれている。大きな星は、ソユーズ3号の訓練中に死亡したユーリイ・ガガーリン、4つの星はソユーズ1号のウラジーミル・コマロフ、ソユーズ11号のゲオルギー・ドブロボルスキー、ウラディスラフ・ボルコフ、ビクトル・パツァーエフを表している。